# 363 (szám)
A 363 (római számmal: CCCLXIII) egy természetes szám.

## A szám a matematikában
A tízes számrendszerbeli 363-as a kettes számrendszerben 101101011, a nyolcas számrendszerben 553, a tizenhatos számrendszerben 16B alakban írható fel.
A 363 páratlan szám, összetett szám, kanonikus alakban a 31 · 112 szorzattal, normálalakban a 3,63 · 102 szorzattal írható fel. Hat osztója van a természetes számok halmazán, ezek növekvő sorrendben: 1, 3, 11, 33, 121 és 363.
A 363 négyzete 131 769, köbe 47 832 147, négyzetgyöke 19,05256, köbgyöke 7,13349, reciproka 0,0027548. A 363 egység sugarú kör kerülete 2280,79627 egység, területe 413 964,52237 területegység; a 363 egység sugarú gömb térfogata 200 358 828,8 térfogategység.